# Demonax brunescens
Demonax brunescens är en skalbaggsart som beskrevs av Dauber 2008. Demonax brunescens ingår i släktet Demonax och familjen långhorningar. Inga underarter finns listade i Catalogue of Life.